# Make Up
Make-Up — пісня українського рок-гурту The Hardkiss, випущена у 2012 році. Вона є частиною альбому Stones and Honey.

## Опис
Пісня "Make-Up" стала одним з головних хітів гурту та отримала широку популярність завдяки своєму потужному звучанню. Юлія Саніна та Валерій Бебко є авторами тексту, а Валерій також займався продюсуванням та мастеринґом.

## Музичне відео
Офіційне музичне відео на пісню "Make-Up" було випущено у 2012 році та швидко набрало популярність на YouTube. Станом на 2024 рік відео зібрало 11 мільйонів переглядів. Воно є доступним для перегляду за посиланням
https://www.youtube.com/watch?v=ZJAYHQty9Gk

## Трекліст
1. "Make-Up" – 2:55

## Учасники запису
- Юлія Саніна – вокал, автор тексту
- Валерій Бебко – гітара, автор тексту, продюсер, мастеринґ